# カプノグラフィ
カプノグラフィ（英: Capnography）とは、呼吸ガス中の二酸化炭素（CO2）の濃度や分圧をモニターすることである。全身麻酔時や集中治療に使用するモニタリングツールとして発展してきた。通常、縦軸にCO2（単位はキロパスカルkPaまたは水銀柱ミリメートル、mmHg）、横軸を時間に対してプロットしたグラフが表示される。呼気終末二酸化炭素分圧（英: Partial pressure of end-tidal carbon dioxide, PETCO2）とも呼ばれ、この名称が広く普及してはいるものの、モニターの性質上、図に示すとおり、吸気時も呼気時もCO2は連続的に測定され、表示される。グラフ上のCO2波形はカプノグラム（英: Capnogram）と呼ばれる。グラフ上の横軸を時間ではなく、呼気量とした場合は、あまり知られていないが、volumetric capnographyと呼ばれ、臨床上、有用な情報が得られる。

## 概要
カプノグラムは、吸気と呼気のCO2濃度または分圧を直接モニターし、動脈血のCO2分圧を間接的にモニターするものである。適切な換気がなされているかをリアルタイムかつ連続的に監視でき、換気状態の目安として人工呼吸器使用中の患者などに多く使用される(p345)。換気以外にも循環や代謝のモニタリングとしても有用性が高く、周術期や集中治療、救急医療において欠かせない存在となっている。健康な人では、動脈血と呼気ガスのCO2分圧の差は非常に小さい（通常の差は4～5mmHg）。カプノグラフィからは、CO2産生、肺灌流、肺胞換気、呼吸様式、麻酔器の呼吸回路や人工呼吸器からのCO2排出に関する情報を知ることができる。カプノグラム波形は肺疾患により影響される。一般的には、気管支炎、肺気腫、喘息などの、肺内の気体の混合が損なわれる閉塞性疾患である。ほとんどの肺疾患や、一部の先天性心疾患（チアノーゼ性）では、動脈血と呼気ガスの差は増加し、心臓血管・呼吸器系の新規病変や変化を示唆する。カプノグラム波形から気道狭窄や呼吸回路のトラブル、自発呼吸の出現、肺血栓塞栓症などの情報も得られる(pp345-346)。

PETCO2の正常値は、35～45mmHg程度であり、これらの値は、基本的に換気量に依存しており、換気量が多いと、二酸化炭素がたくさん排出され、PaCO2は低下する。逆に換気量が少ないと、血液内にCO2が貯まるので、PaCO2が上昇する。PETCO2は低体温、心拍出量低下や肺血流量低下に伴って低下し、高体温や心拍出量増加に伴って上昇する(p345)。カプノグラフィは、代謝の指標となる二酸化炭素の産生量を測定するためにも使用される。発熱時や震え時には二酸化炭素の産生量が増加する。麻酔中や低体温時には、二酸化炭素の産生量は減少する。世界におけるカプノグラフィ装置の市場規模は、2019年の3億600万米ドルから、2024年までに3億6170万米ドルへ達すると予測されている。

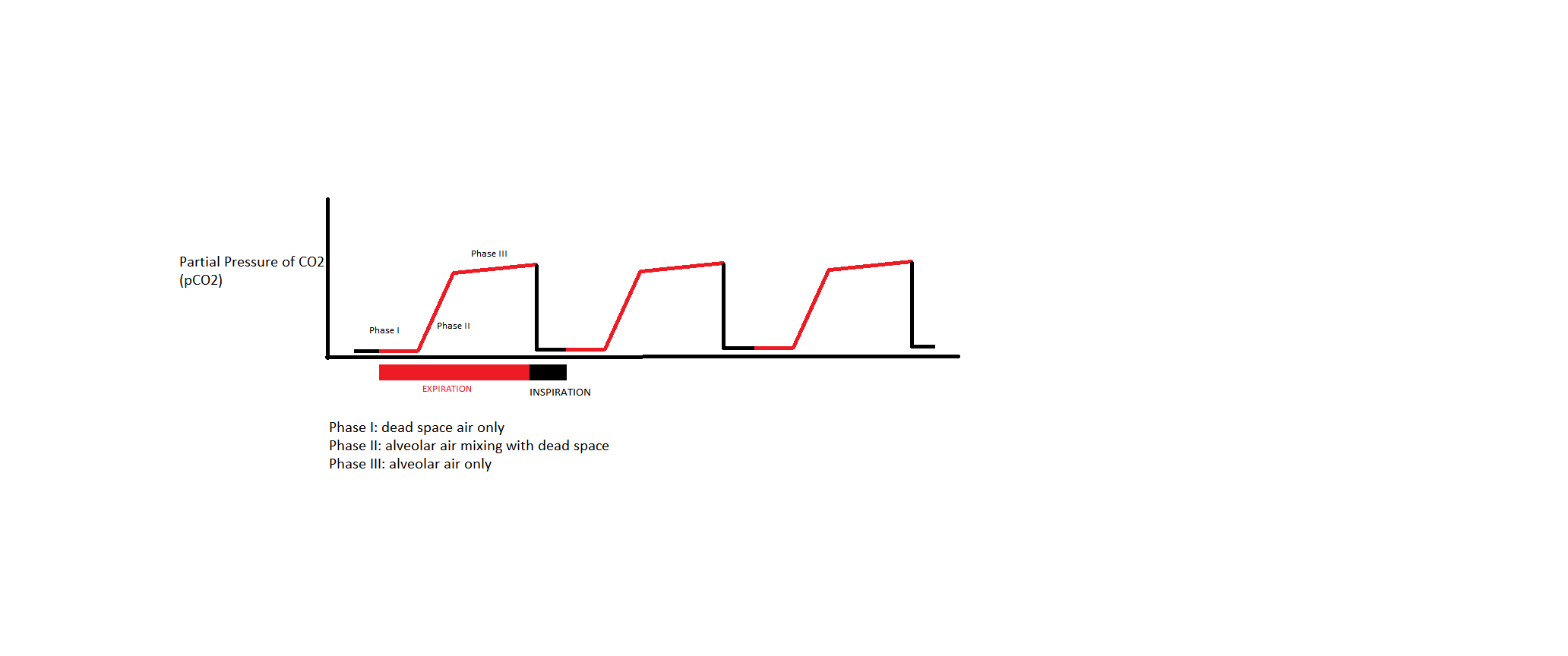
第1相(Phase Ⅰ): 死腔のCO_{2} 第2相(Phase Ⅱ): 肺胞気と死腔のCO_{2} 第3相(Phase Ⅲ): 肺胞のCO_{2}のみ

## 生理学
酸素化とカプノグラフィは、関連してはいるものの、呼吸の生理学において異なる要素であることに変わりはない。換気とは、肺が膨張してある量の気体を交換する機械的なプロセスを指すが、呼吸はさらに肺胞レベルでの気体（主にCO2とO2）の交換を指す。呼吸のプロセスは、主に2つの機能に分けることができる：排出されたCO2の除去、および新鮮な酸素の組織への補充である。酸素濃度（通常、パルスオキシメータにより測定）は、このシステムの後者の部分を測定する。カプノグラフィは、酸素化状態よりも臨床的に重要な意味を持ち得るCO2の排出を測定するものである。
呼吸の正常なサイクルでは、1回の呼吸は吸気と呼気の2つのフェーズに分けられる。吸気開始時、肺は膨張し、CO2を含まないガスが肺に充満する。肺胞がこの新しいガスで満たされるとき、肺胞に満たされるCO2の濃度は、肺胞の換気とCO2を交換するための灌流（血流）に依存する。呼気が始まると、空気が気道から押し出されるため、肺の容積は減少する。呼気終了時に吐き出されるCO2の量は、全身の組織から代謝の副産物として発生する。呼気のために肺胞にCO2を送り込むには、組織から肺胞への十分な血流を確保するために、心血管系が健常であるか否かに依存している。心拍出量（心臓から送り出される血液の量）が減少すると、CO2の輸送能力も低下し、呼気中のCO2量の減少に反映される。心拍出量と呼気終末CO2の関係は直線的であり、心拍出量が増減するとCO2量も同じように調整される。そのため、呼気終末CO2を測定することで、心臓が血液をどの程度送り出すことができるのか、循環器系の状態を知ることができるのである。

呼吸のたびに測定されるCO2の量は、肺の機能単位である肺胞にCO2を供給するために、循環器系が健常であることが前提となる。呼気の第I相では、肺に運ばれたCO2は、死腔と呼ばれるガス交換に関与していない所定の空間を占有している。呼気の第II相は、肺のCO2が体外に排出される際に気道に押し上げられ、死腔の空気とガス交換を担う肺胞の空気とが混合される時である。第III相は呼気の最後の部分で、死腔ではなく肺胞からのみのCO2が反映される。第Ⅳ相では、吸気が開始され、二酸化炭素分圧が急激に下降し、基線(0mmHg)まで戻る(p347)。これらの4つのフェーズは、形状や絶対値の変化により、呼吸器系や心血管系の障害を示すことがあるため、臨床の状況で理解することが重要である。

## 適応

### 臨床上の適応場面
- 気道確保の評価
- 気管チューブの留置確認
- 集中治療室における患者の転帰の予測因子
- 術中合併症（例：空気塞栓症、血栓塞栓症、その他）
- ACLS（二次心肺蘇生法）における心肺蘇生の評価
- 処置時の鎮静・鎮痛

### 麻酔

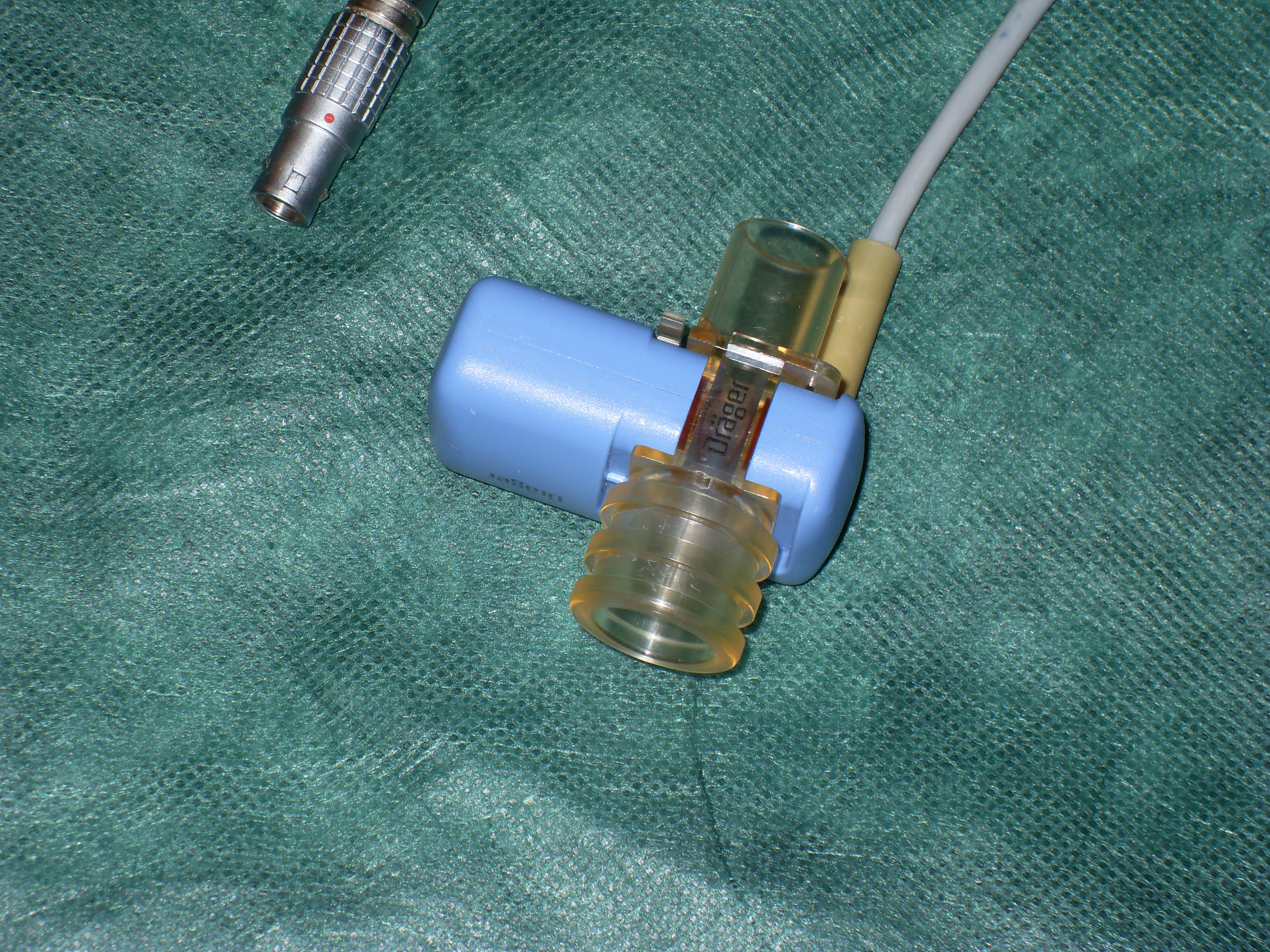
カプノグラフ（メインストリーム式） 両端に呼吸回路を接続する。

麻酔中は、患者と麻酔管理装置（通常、呼吸回路と人工呼吸器）の2つの要素が相互に作用する。この2つの要素の間で重要な接続部分が、気管チューブまたはマスクであり、CO2は通常この接続部でモニターされる。カプノグラフィは、肺から麻酔器へのCO2の排出を直接反映する。間接的には、組織によるCO2の生成と肺へのCO2の循環輸送を反映する。
呼気CO2が時間ではなく呼気量に関係する場合、カプノグラム曲線下の面積は呼気中のCO2量を表し、したがって1分間で、代謝の重要な指標である1分間当たりのCO2排出量を得られる。肺や心臓の手術中にCO2排出量が突然変化することは、通常、心肺機能の重大な変化を意味する。
カプノグラフィには、吸気中のCO2が表示されることもあるが、再呼吸システムが用いられている際は要注意所見である。麻酔器の吸気弁の異常や、二酸化炭素吸収剤(ソーダライムなど)の劣化などが考えられる(p347)。
カプノグラフィは、低換気、食道挿管、呼吸回路外れなどの呼吸器系の有害事象を早期に発見する上で、臨床判断だけよりも効果的であることが示されており、患者の障害を防ぐことができる。鎮静下で行われる処置では、カプノグラフィからは、パルスオキシメータよりも換気の頻度や規則性など、より有用な情報が得られる。
カプノグラフィは、生命を脅かす状態（気管チューブの位置異常、予期せぬ換気不全、循環不全、呼吸回路の欠陥）を検出し、不可逆的な患者の障害を回避するための迅速で信頼できる方法である。
アメリカ麻酔科学会の医療訴訟を対象とした非公開調査によると、カプノグラフィとパルスオキシメトリを併用すれば、回避可能な麻酔事故の93％を防ぐことができたとされている。

### 救急医療
カプノグラフィは、救急隊員が病院前救護で患者の評価や治療に役立てるために、ますます使用されるようになってきている。このような用途には、気管チューブや盲目的気道確保器具(ラリンジアルマスクや口咽頭エアウェイなど)の位置の確認やモニタリングが含まれる。気管チューブが適切に留置されていれば、患者の気道は確保され、救急隊員は、気管チューブから適切に送気できているかどうかを確認することができる。食道への誤挿管は、発見されなければ患者の死につながる。
2005年3月のAnnals of Emergency Medicine誌に掲載された研究では、救急現場での挿管を確認するために連続カプノグラフィを使用した群と非使用群を比較したところ、モニタリング群では誤挿管の見落としがゼロだったのに対し、非モニタリング群では23％の誤挿管が判明した。米国心臓協会（AHA）は、「2005年版 心肺蘇生と救急心血管治療のガイドライン」において、挿管位置の確認にカプノグラフィを使用することの重要性を強調している。
また、米国心臓協会は新ガイドラインの中で、心拍出量を間接的に測定するカプノグラフィは、心肺蘇生の効果をモニターし、心拍再開（Return of Spontaneous Circulation : ROSC）の早期兆候として使用することも可能であると述べている。心肺蘇生を行う人が疲れると、患者の呼気終末二酸化炭素（PETCO2、呼気の終わりに放出される二酸化炭素の濃度）が低下し、新しい救助者が引き継ぐと上昇することが研究で示されている。他の研究によると、自己心拍が再開したとき、最初の兆候としてPETCO2が急激に上昇することが多いとされる。循環の奔流が未輸送の二酸化炭素を組織から洗い流すからである。同様に、PETCO2の急激な低下は、自己心拍が消失したことを示し、心肺蘇生を開始する必要がある場合がある。
救急隊においても、現在、特別な鼻カニューレ（英語版）(CO2を吸引して測定する)を使用して、非挿管患者のPETCO2のモニターが始まっている。精神状態が変化している患者や呼吸困難がひどい患者でPETCO2の数値が高い場合は、実質的には低換気で気管挿管が必要な可能性がある。患者のPETCO2測定値が低い場合は、過換気が示唆されることがある。
カプノグラフィは、患者の呼吸を一呼吸ずつ測定するため、救急隊員に患者の呼吸状態の早期警告システムとして動作し、患者の状態の悪化傾向を早期に発見する手助けとなる。パルスオキシメトリーで測定する酸素化と比較すると、カプノグラフィは、心血管系の健全性をより正確に反映するために、パルスオキシメータのいくつかの欠点を補うことができる。パルスオキシメトリーだけで測定する場合の欠点は、酸素を補給している（例えば鼻カニューレで）際、患者の脱酸素飽和(desaturation)が遅れ、呼吸停止の発見も遅れて必要な医療介入が遅れる可能性があることである。カプノグラフィを用いれば、換気状態を直接評価し、心機能を間接的に迅速に評価できる。臨床研究により、喘息、うっ血性心不全、糖尿病、ショック、肺塞栓、アシドーシスなどにおけるカプノグラフィのさらなる利用法が明らかになり、病院前救護のカプノグラフィ利用にも影響を与える可能性が期待されている。

### 栄養チューブの位置確認
集中治療室では、カプノグラフィを使って、栄養補給のための栄養チューブが食道ではなく気管に挿入されたかどうかを判断することがある。通常、チューブの位置を間違えると、患者は咳や咽頭痛を起こすが、重症の患者は鎮静状態や昏睡状態の人がほとんどである。栄養チューブを誤って食道ではなく気管に入れると、経管栄養が肺に入り、生命を脅かす事態になる。気胸になってしまうこともある。栄養チューブからの排出気体のカプノグラフィに典型的なCO2波形が表示されたら、チューブの留置位置を確認する必要がある。

## 動作機構

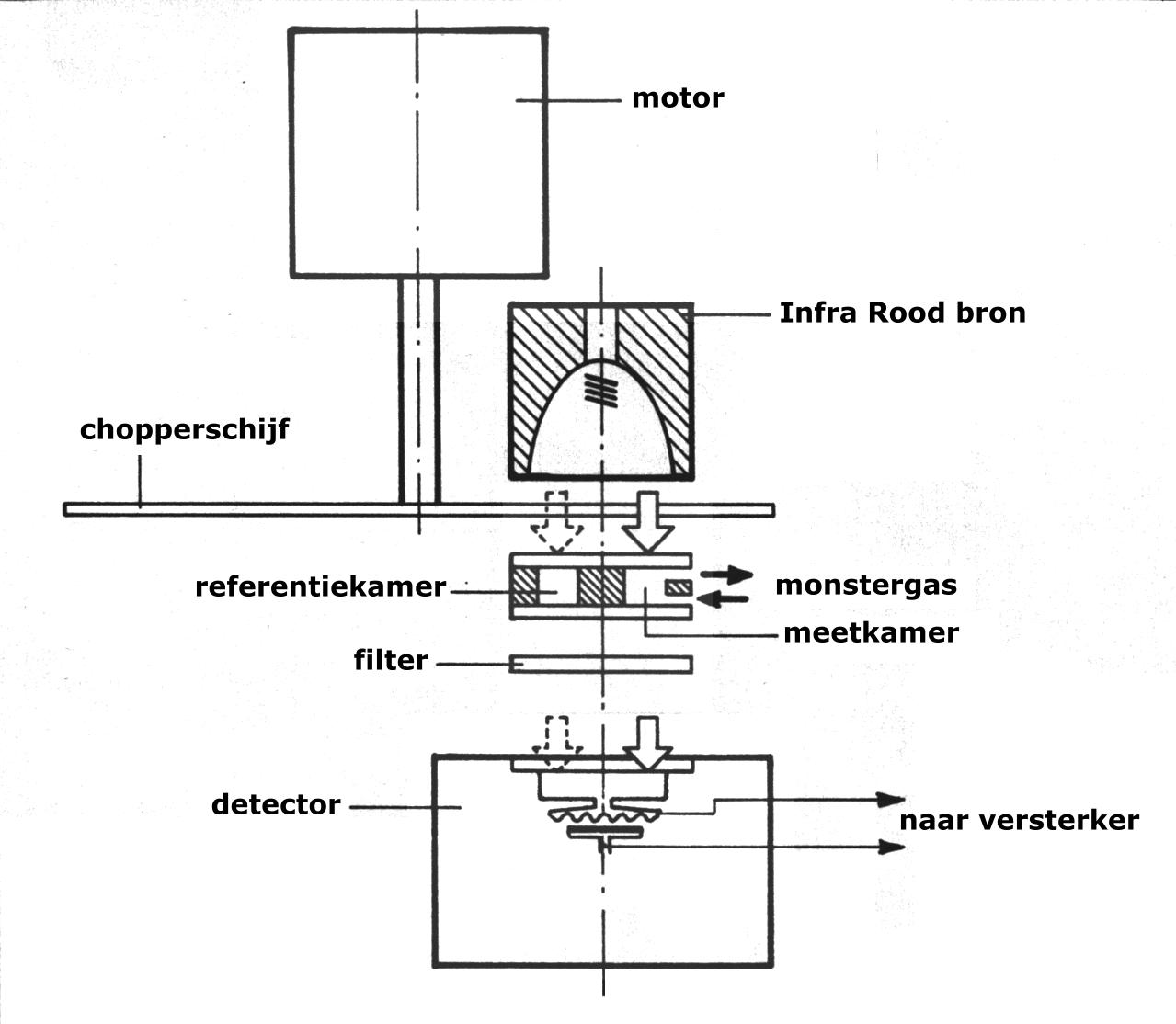
カプノグラフィのセンサーの模式図

カプノグラフは、CO2が多原子ガスであるため、赤外線を吸収することを原理としている。赤外線のビームは、ガスサンプルを通過してセンサーに到達する。ガス中にCO2が存在すると、センサーに到達する光の量が減少し、回路内の電圧が変化する。分析は迅速かつ正確だが、混合ガス中に亜酸化窒素(全身麻酔で用いられる)が存在すると、衝突によるスペクトル広がりという現象により赤外線の吸収が変化する。ヒトの呼気中のCO2を測定するためには、亜酸化窒素の赤外線吸収力を測定して補正する必要がある。これは1864年にジョン・ティンダルによって信頼性の高い技術として確立されたが、19世紀から20世紀初頭の装置は日常臨床で使用するには煩雑なものであった。現在では、技術の進歩により、ほぼ瞬時にCO2の値を測定することができるようになり、医療現場での標準的な手法となっている。現在、臨床で使用されているCO2センサーは、メインストリーム方式とサイドストリーム方式の2種類に大別される。どちらも、呼吸ごとに吐き出されるCO2の量を定量化するという点では同じである。

### メインストリーム方式
二酸化炭素センサを患者のすぐそばに設置する形式。呼吸回路内にアダプタとCO2センサーを組み込みアダプタのチャンバー部位を流れる呼気ガスを直接測定するもので、測定の時間的遅延がない利点がある。欠点としてはセンサーが重いため呼吸回路の外れ、気管チューブの閉塞位置のずれなどに注意が必要な点がある。また、アダプタ部分が死腔となるため、死腔量が増加する(p345)。

### サイドストリーム方式
サイドストリーム方式は、患者に接続された呼吸回路から、患者の呼気の一部をサンプリングチューブを介して吸引し、離れたところにあるカプノメータ本体の二酸化炭素センサでPETCO2を測定する方式。麻酔ガス濃度も測定できるので手術室などで使用される。麻酔中では、主に気管チューブに接続した人工鼻にサンプリングチューブをつける。利点としては、気道確保がされていなくてもサンプリングチューブを鼻腔などに留置し呼気ガスを採取することにより、PETCO₂の測定が可能となる。欠点としてはサンプリングする位置が患者から離れるほどPETCO2が低く測定される点、水分や分泌物などによるサンプリングチューブの詰まりが測定誤差の原因となる点がある(p345)。

## 理論背景
カプノグラム波形からは、様々な呼吸・心拍パラメータに関する情報が得られる。カプノグラムの二重指数モデルから、呼吸パラメータと呼気の関係を定量的に説明する試みがある。このモデルによれば、カプノグラム波形の各呼気区間は以下の解析式に従う。
{\displaystyle p_{D}(t)=p_{A}(1-e^{-\alpha }e^{\alpha e^{-t/\tau }})}
- {\displaystyle p_{D}(t)}は、呼気開始からの時間𝑡の関数としてカプノグラムで測定した二酸化炭素の分圧を表す。
- {\displaystyle p_{A}}は、肺胞二酸化炭素の分圧を表す。
- {\displaystyle \alpha }は死腔換気率の逆数（すなわち、一回換気量（英語版）と死腔量の比）である。
- {\displaystyle \tau }は肺時定数（すなわち、気道抵抗（英語版）と肺コンプライアンスの積）である。

特に、閉塞性肺疾患の患者で観察されるカプノグラムの丸みを帯びた「サメの背びれ」形状は、このモデルで説明できる。